# Francisca Pleguezuelos Aguilar
Francisca Pleguezuelos Aguilar, née le 28 juin 1950 à Grenade, est une femme politique espagnole membre du parti socialiste ouvrier espagnol. Elle siège au Parlement européen de 2004 à 2009 pour le Parti socialiste européen.
Elle est élue en 1989 au Congrès des députés, la chambre basse du parlement espagnol, représentant circonscription électorale de Grenade jusqu'en 1993. Elle est sénatrice de 1993 à 2000,. Elle redevient membre du parlement de 2000 à 2004, avant de devenir députée européenne de 2004 à 2009.